# Danimarca ai Giochi della XXVIII Olimpiade
La Danimarca partecipò ai Giochi della XXVIII Olimpiade, svoltisi ad Atene, Grecia, dal 13 al 29 agosto 2004, con una delegazione di 92 atleti impegnati in sedici discipline.